# Milovan Vesnić
Milovan Vesnić (ur. 29 lutego 1976 roku w Užice) – serbski kierowca wyścigowy.

## Kariera
Vesnić rozpoczął karierę w międzynarodowych wyścigach samochodowych w 1996 roku, od startów w Italian Super Touring Car Championship, gdzie jednak nie zdobywał punktów. W późniejszych latach Serb pojawiał się także w stawce Central European Zone Supertouring Championship, Renault Sport Clio Trophy, Renault Clio V6 Germany, Serbian Touring Car Championship oraz European Touring Car Cup.